# Tramlijn IJzendijke - Drieschouwen
De Tramlijn IJzendijke - Drieschouwen, was een tramlijn in Zeeuws-Vlaanderen. Vanuit IJzendijke liep de lijn via Philippine, Sas van Gent en Westdorpe naar Drieschouwen. Dit was de enige tramverbinding tussen het westen en oosten van Zeeuws-Vlaanderen.

## Geschiedenis

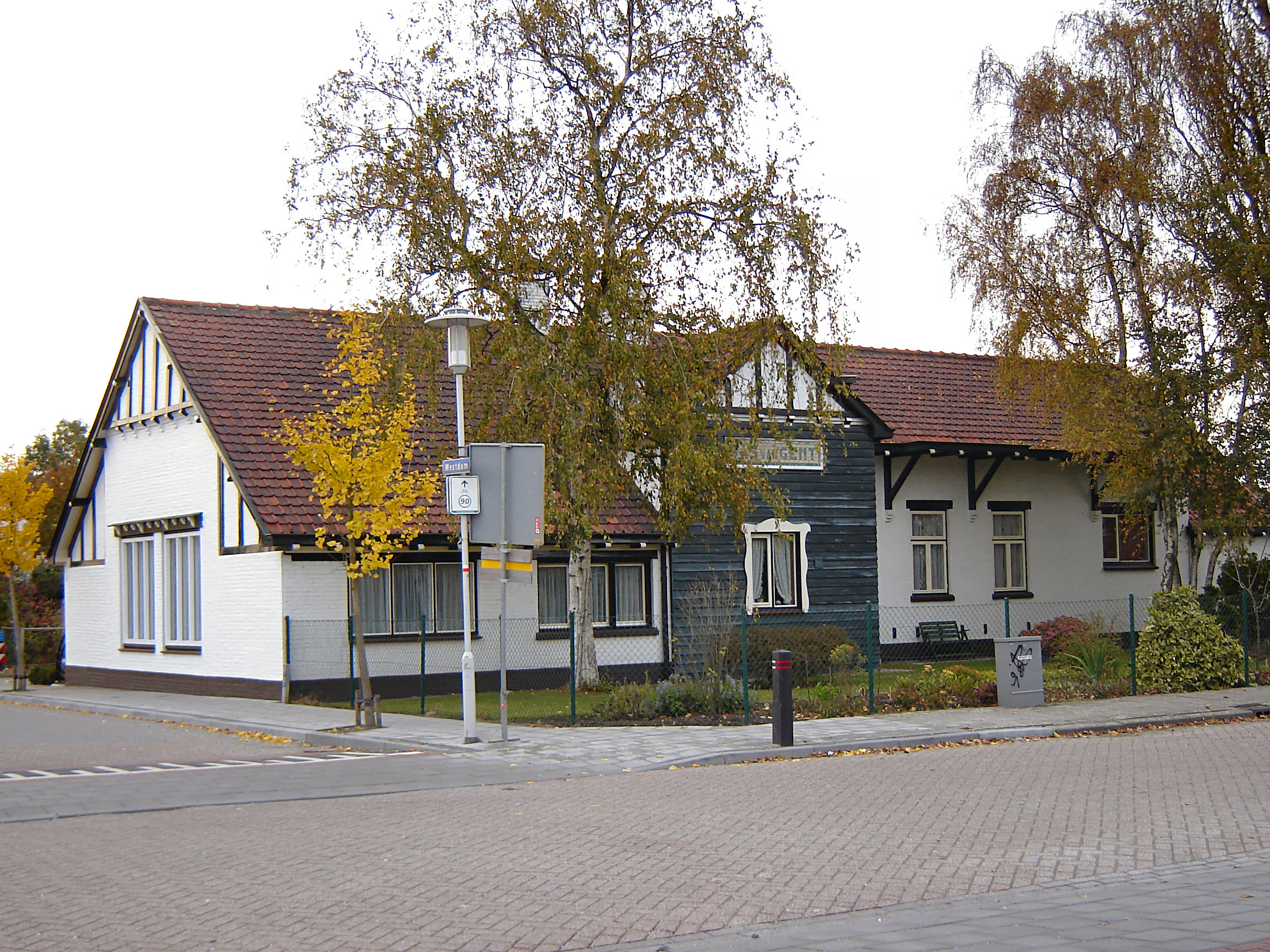
Voormalig tramstation van Sas van Gent.

De lijn werd geopend door de Zeeuwsch-Vlaamsche Tramweg-Maatschappij, in 1914 tussen IJzendijke en Sas van Gent en in 1915 tussen Sas van Gent en Drieschouwen. In IJzendijke was er aansluiting op de tramlijn Schoondijke - Veldzicht. In Drieschouwen was er aansluiting op de lijn Drieschouwen - Kloosterzande en de lijn Drieschouwen - Moerbeke. 
Vanaf 1 augustus 1948 werd het reizigersvervoer gestaakt tussen Pyramide en Drieschouwen. Het reizigersverkeer op de lijn Breskens – Pyramide – IJzendijke werd als laatste in Zeeuws-Vlaanderen gestaakt op 16 maart 1949, waarna autobussen de dienst overnamen. Ook het goederenverkeer eindigde in september 1949, waarna de sporen werden opgebroken. In Pyramide en Sas van Gent herinneren de nog bestaande stationsgebouwen aan het tramverleden.